# Aljona Afanassjewa
Aljona Ihoriwna Afanassjewa (ukrainisch Альона Ігорівна Афанасьєва, englische Transkription: Alona Afanasyeva, auch: Alena Afanasieva, geb. Russakowa (ukrainisch Русакова); * 3. Oktober 1987 in Charkiw, Ukrainische SSR) ist eine ehemalige ukrainische Billardspielerin, die in der Billardvariante Russisches Billard antrat.
Sie wurde zweimal Europameisterin (2003, 2008) und 2005 Vizeweltmeisterin in der Disziplin Freie Pyramide.

## Leben
Aljona Afanassjewa wurde 1987 in Charkiw geboren. Ab 2004 studierte sie dort an der Staatlichen Akademie für Kommunalwirtschaft an der Fakultät für Wirtschaft und Unternehmertum. Sie schloss das Studium 2009 ab und absolvierte anschließend ein zweites Studium im Bereich Bankwesen an der Nationalen W.-N.-Karasin-Universität.
Sie ist verheiratet. Ihren Mann, mit dem sie zwei Töchter (* 2010 und * 2018) hat, hat sie beim Billardspielen kennengelernt. Ihre ältere Tochter spielt ebenfalls Billard.
Sie ist als Billardtrainerin tätig.

## Karriere

### Russisches Billard

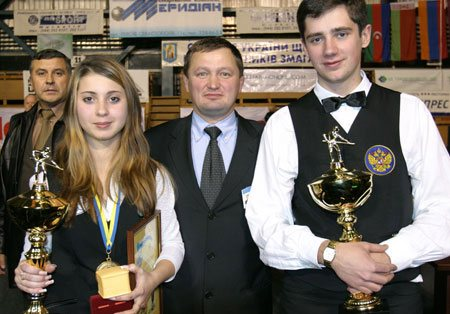
Afanassjewa und Kirill Anischtschenko bei der EM 2003

Aljona Afanassjewa begann 1998 mit dem Billardspielen. 2001 sicherte sie sich die Bronzemedaille bei der Jugendweltmeisterschaft und gewann ihren ersten von acht ukrainischen Meistertiteln im Einzel.
Im Oktober 2003 wurde Afanassjewa durch einen Finalsieg gegen die Russin Anna Maschirina als bislang einzige Ukrainerin Europameisterin in der Disziplin Freie Pyramide. Ein Jahr später schied sie im Viertelfinale gegen ihre Landsfrau Schanna Schmattschenko aus.
Nachdem sie bei der EM 2005 im Viertelfinale gegen Anna Maschirina verloren hatte, zog sie im November 2005 bei der Weltmeisterschaft ins Endspiel ein, in dem sie sich der Russin Maschirina mit 3:5 geschlagen geben musste.
Bei der EM 2006 gelangte Afanassjewa ins Finale und verlor mit 3:5 gegen die Russin Anastassija Luppowa. Im selben Jahr gelangte sie im Europacup bei allen vier Turnieren mindestens ins Viertelfinale und gewann im August das Turnier in Kiew durch einen 5:1-Sieg gegen Arina Perwuchina. Bei der WM hingegen verpasste sie nach einer 2:3-Niederlage im entscheidenden Vorrundenspiel gegen Wijaleta Klimawa die Endrunde.
Anfang 2007 erreichte Afanassjewa im Europacup einmal das Halbfinale und einmal das Finale, in dem sie der Belarussin Alena Bunas mit 2:5 unterlag. Bei den weiteren Europacupturnieren des Jahres kam sie hingegen nicht über das Viertelfinale hinaus. Im März bildete sie gemeinsam mit Jaroslaw Tarnowezkyj und Jaroslaw Wynokur das ukrainische Team, das bei der Mannschaftsweltmeisterschaft die Bronzemedaille gewann. Im Einzel erreichte sie 2007 bei der EM das Halbfinale und scheiterte bei der WM in der Vorrunde.

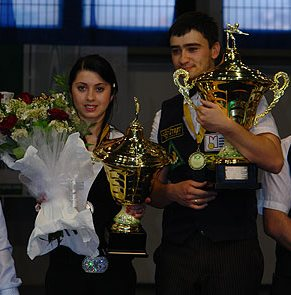
Afanassjewa und Juri Paschtschinski bei der EM 2008

Im Mai 2008 wurde Afanassjewa durch einen 5:4-Finalsieg gegen Alena Bunas zum zweiten Mal Europameisterin.
Im Oktober 2009 erreichte Afanassjewa beim Kremlin Cup das Viertelfinale. Nachdem sie bei der EM 2009 sieglos in der Vorrunde ausgeschieden war, gelangte sie bei der Weltmeisterschaft ins Viertelfinale und belegte bei der ukrainischen Freie-Pyramide-Meisterschaft 2009 den vierten Platz.
Anfang 2010 gewann Afanassjewa bei der nationalen Meisterschaft in der Kombinierten Pyramide die Bronzemedaille und in der Dynamischen Pyramide durch einen 5:1-Finalsieg gegen Marija Pudowkina den Titel. Im Europacup 2010 verpasste sie hingegen bei beiden Turnierteilnahmen das Achtelfinale.
Nach etwa einem Jahr Pause schied Afanassjewa bei der Freie-Pyramide-WM 2012 in der Vorrunde aus und scheiterte in der Qualifikation zur Dynamische-Pyramide-WM.
Anschließend nahm sie vier Jahre lang an keinem größeren Turnieren teil. 2016 nahm Afanassjewa noch einmal an nationalen Wettbewerben teil und erreichte bei der Freie-Pyramide-Meisterschaft das Viertelfinale und im ukrainischen Pokal das Halbfinale, in dem sie gegen Anastassija Kowalenko verlor.

### Snooker
Afanassjewa nahm 2004 an der ersten Austragung der ukrainischen Meisterschaft im Snooker teil und erreichte als beste Frau das Viertelfinale, in dem sie dem späteren Finalisten Bohdan Moltschanow (0:2) unterlag. 2005 nahm sie an einem Turnier des ukrainischen Pokals teil und schied in der Vorrunde aus.

## Erfolge
| Ergebnis   | Jahr   | Turnier                               | Finalgegner         | Endstand |
| ---------- | ------ | ------------------------------------- | ------------------- | -------- |
| Siegerin   | 2003   | Europameisterschaft (Fr. Pyr.)        | Anna Maschirina     | n. b.    |
| Finalistin | 2005   | Weltmeisterschaft (Fr. Pyr.)          | Anna Maschirina     | 3:5      |
| Finalistin | 2006   | Europameisterschaft (Fr. Pyr.)        | Anastassija Luppowa | 3:5      |
| Siegerin   | 2006/3 | Freie-Pyramide-Europacup              | Arina Perwuchina    | 5:1      |
| Finalistin | 2007/2 | Freie-Pyramide-Europacup              | Alena Bunas         | 2:5      |
| Siegerin   | 2008   | Europameisterschaft (Fr. Pyr.)        | Alena Bunas         | 5:4      |
| Siegerin   | 2010   | Ukrainische Meisterschaft (Dyn. Pyr.) | Marija Pudowkina    | 5:1      |

## Teilnahmen an Weltmeisterschaften
| Disziplin            | 2005              | 2006              | 2007              | 2008              | 2009              | 2010              | 2011              | 2012              | 2013              | 2014              | 2015              | 2016  |
| -------------------- | ----------------- | ----------------- | ----------------- | ----------------- | ----------------- | ----------------- | ----------------- | ----------------- | ----------------- | ----------------- | ----------------- | ----- |
| Freie Pyramide       | F                 | R                 | R                 | –                 | VF                | –                 | –                 | R                 | –                 | –                 | –                 | –     |
| Dynamische Pyramide  | nicht ausgetragen | nicht ausgetragen | nicht ausgetragen | nicht ausgetragen | nicht ausgetragen | nicht ausgetragen | nicht ausgetragen | –                 | n. a.             | n. a.             | –                 | n. a. |
| Kombinierte Pyramide | nicht ausgetragen | nicht ausgetragen | nicht ausgetragen | nicht ausgetragen | nicht ausgetragen | nicht ausgetragen | nicht ausgetragen | nicht ausgetragen | nicht ausgetragen | nicht ausgetragen | nicht ausgetragen | –     |

| Legende | Legende                               |
| ------- | ------------------------------------- |
| S       | Siegerin                              |
| F       | Finalistin                            |
| HF      | Halbfinalistin                        |
| VF      | Viertelfinalistin                     |
| AF      | Achtelfinalistin                      |
| LX      | Niederlage in der Runde der letzten X |
| R2      | Niederlage in Runde 2                 |
| R       | Vorrundenaus/Niederlage in Runde 1    |
| –       | nicht teilgenommen                    |
| n. a.   | nicht ausgetragen                     |